# GNV Azzurra
Pour les articles homonymes, voir Azzurra.
Le GNV Azzurra est un ferry de la compagnie italienne Grandi Navi Veloci. Construit entre 1980 et 1981 aux chantiers suédois Öresundsvarvet de Landskrona sous le nom de Gotland pour la compagnie suédoise Rederi Ab Gotland, il est affrété dès sa livraison par la compagnie finlandaise Vasa Båtarna. Mis en service en juillet 1981 entre la Finlande et la Suède sous le nom de Wasa Star, il sera également affrété en Grèce en 1983. Vendu cette même année à la compagnie norvégienne Larvik-Frederikshavnferjen, il est rebaptisé Peter Wessel et est affecté entre la Norvège et le Danemark. En 1988, il est allongé d'un vingtaine de mètres au cours d'une jumboïsation effectuée au chantier allemand Blohm & Voss. Affrété à compter de 1996 par la compagnie norvégienne Color Line, il conserve son affectation vers le Danemark jusqu'à sa vente au groupe italo-suisse Mediterranean Shipping Company (MSC) en avril 2008. Renommé SNAV Toscana, il est affecté au trafic de la compagnie italienne SNAV, filiale de MSC, entre l'Italie continentale, la Sicile et la Sardaigne. Transféré au sein de la flotte de la compagnie Grandi Navi Veloci en 2011 à la suite du rachat de cette dernière par le groupe MSC, il continuera de naviguer vers les îles italiennes jusqu'en 2017 avant d'être redéployé sur la ligne saisonnière de GNV entre l'Italie et l'Albanie sous le nom de GNV Azzurra.

## Histoire

### Origines et construction
À la fin des années 1970, le secteur de la construction navale suédoise traverse une crise sans précédent avec une chute drastique des commandes. Afin de donner un second souffle à l'industrie navale, le premier ministre suédois Ola Ullsten persuade la direction de la compagnie Rederi Ab Gotland à commander des navires neufs aux chantiers Öresundsvarvet de Landskrona. Bien que réticente dans un premier temps, la compagnie accepte finalement. 
Deux car-ferries jumeaux de grande capacité destinés aux lignes entre le continent suédois et l'île de Gotland sont alors mis en chantier. Prévus pour mesurer plus de 140 mètres et transporter environ 2 000 passagers et 500 véhicules, ils seront également dotés de prestations de qualité. Le premier d'entre eux, baptisé Visby est livré le 10 octobre 1980.
Le second navire, prévu pour être nommé Gotland, est mis sur cale le 1er juin 1980 et lancé le 5 décembre. Il est ensuite livré, après finitions, à Rederi Ab Gotland le 24 juin 1981. La compagnie fait cependant le constat que la flotte actuellement en service sur ses lignes suffit amplement pour assurer le trafic des passagers. Le nouveau Gotland est alors immédiatement affrété par la société finlandaise Vasa Båtarna qui le rebaptise Wasa Star.

### Service

#### Rederi Ab Gotland (1981-1983)
Sous affrètement par Vasa Båtarna, le Wasa Star est mis en service le 1er juillet 1981 sur une courte ligne entre la Finlande et la Suède dans le Kvarken. Il est à l'époque le plus grand navire à naviguer sur cette ligne.
Le 14 février, il s'échoue non loin d'Holmsund. Si l'équipage parvient à rapidement dégager le navire, celui-ci est endommagé au niveau de ses ballasts. Le Wasa Star rejoint alors Helsinki afin d'être réparé mais en raison de l'indisponibilité de cale sèche, le car-ferry est contraint de rallier Kiel en Allemagne pour pouvoir entrer en carénage. Il est ensuite réparé aux chantiers Howaldtswerke-Deutsche Werft et reprend son service peu de temps plus tard.
En 1982, il apparaît que l'exploitation du navire est déficitaire. Le Wasa Star est donc retiré du service le 31 août et désarmé à Sundsvall. En mai 1983, Vasa Båtarna signe un contrat de sous-affrètement avec la compagnie grecque Karageorgios Line.
Le Wasa Star quitte la Suède le 15 juin pour rejoindre Malte. Arrivé à La Vallette, il est préparé en vue de sa nouvelle affectation entre la Grèce et l'Italie.
Le navire débute ses rotations au mois de juin. Son service est cependant de courte durée en raison d'un différend financier entre Vasa Båtarna et Karageorgios. Le Wasa Star regagne alors la Suède en août puis est désarmé à Landskrona. Le 29 août, il est vendu à la compagnie norvégienne Larvik-Frederikshavnferjen.

#### Larvik Line/Color Line (1983-2008)

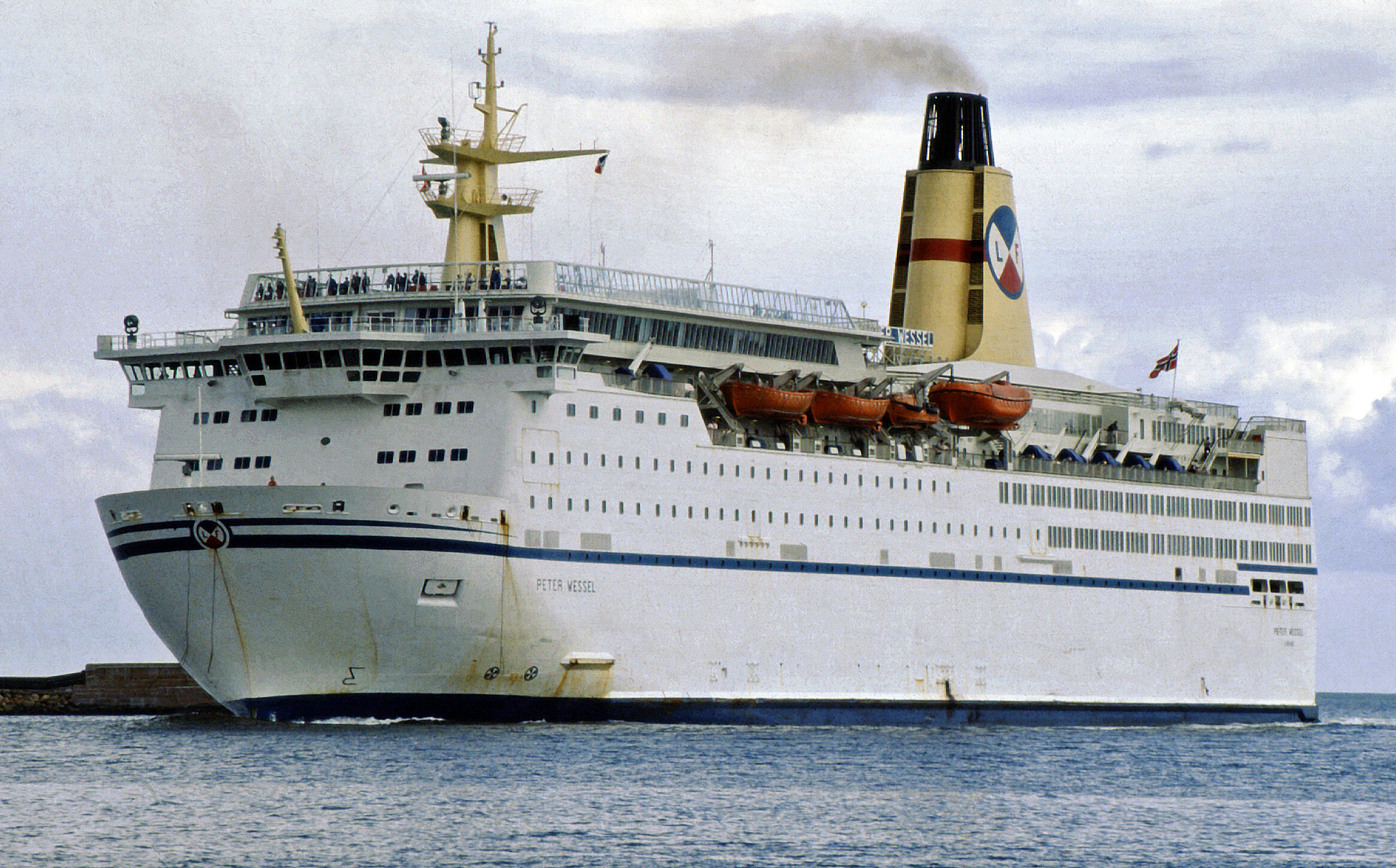
Le Peter Wessel sous les couleurs de Larvik Line en 1985.

Livré à son nouveau propriétaire, le navire quitte Landskrona le 13 janvier 1984 pour rejoindre la Norvège. Rebaptisé Peter Wessel en hommage à l'amiral danois d'origine norvégienne Peter Wessel Tordenskiold, il entame son service entre la Norvège et le Danemark au mois de mars.
Le 27 juin 1986, le navire entre en collision avec le cargo Sydfjord. Sous la violence de l'impact, le cargo, très endommagé, commence à sombrer. Trois membres d'équipage sont recueillis à bord du Peter Wessel. Le capitaine du Sydfjord et sa famille présente à bord trouveront cependant la mort dans le naufrage.
Le 1er septembre 1988, le Peter Wessel rejoint les chantiers Blohm & Voss de Hambourg afin de subir des travaux de jumboïsation. Le navire est ainsi allongé avec l'adjonction d'un tronçon de 22,5 mètres, portant sa longueur à 168,50 mètres. De nouvelles cabines sont également ajoutées sur les ponts supérieurs et les locaux existants sont rénovés. Sa capacité d'emport est de ce fait augmentée et portée à 2 200 passagers et 650 véhicules. Les travaux se poursuivent jusqu'au 27 octobre, le navire retrouve ensuite ses lignes habituelles.
En octobre 1996, le navire est affrété par la compagnie Color Line. Il conserve cependant son affectation entre la Norvège et le Danemark.
Durant une transformation en 1999, sa capacité véhicule est légèrement réduite en raison de l'aménagement de cabines sur la partie tribord du pont 5.

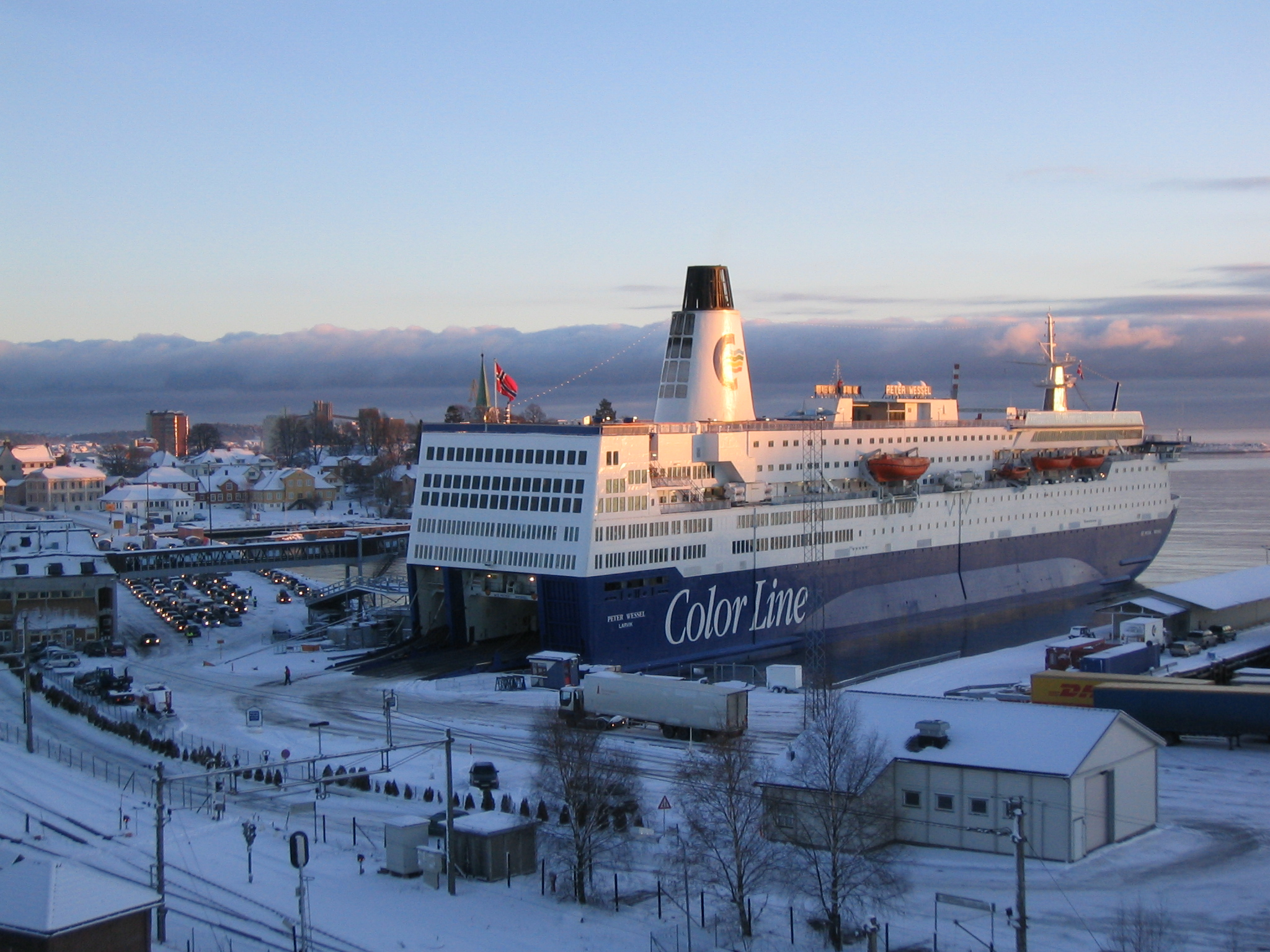
Le Peter Wessel à Larvik en 2004.

Au cours d'un arrêt technique effectué à Gdańsk en Pologne entre mars et avril 2003, le navire se voit adjoindre deux sponsons latéraux visant à augmenter sa stabilité.
Le 22 mars 2007, le Peter Wessel est victime d'un incendie d'origine électrique au niveau de la salle des machines alors qu'il navigue entre Larvik et Hirtshals. Le navire parvient à rejoindre Frederikshavn où l'incendie est éteint. Il reste ensuite immobilisé jusqu'au 26 avril pour réparations.
En raison de la mise en service imminente du Superspeed 2, le navire est vendu le 19 octobre au groupe italo-suisse MSC. Le Peter Wessel achève sa dernière traversée pour le compte de Color Line le 6 avril 2008.

#### SNAV/GNV (Depuis 2008)
Réceptionné par MSC à Sandefjord, le navire est renommé SNAV Toscana le 16 avril 2008. Le 19 avril, le car-ferry quitte la Norvège pour rejoindre la l'Italie. 

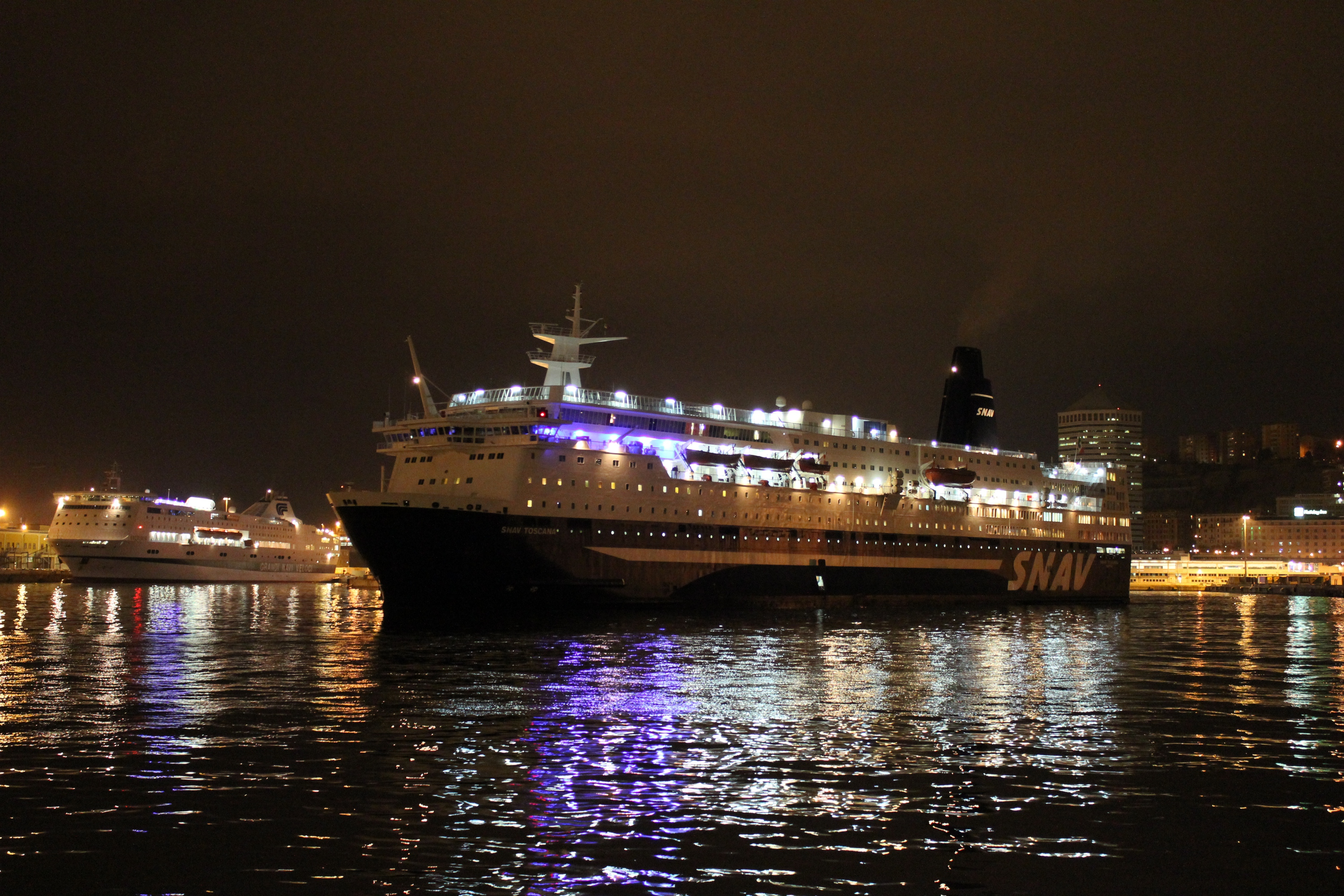
Le SNAV Toscana en partance de Gênes en 2011.

Arrivé à Palerme le 26 avril, le navire est mis au standards de son nouveau propriétaire. Une fois les transformations achevées en juin, le SNAV Toscana est mis en service sur les lignes de la Società Navigazione Alta Velocità (SNAV), filiale de MSC, depuis l'Italie continentale vers la Sicile et la Sardaigne.
Durant l'été 2010, le navire est affecté sur une ligne inédite de SNAV entre l'Italie et Porto-Vecchio, en Corse. Cette desserte ne rencontrera cependant pas le succès escompté et ne sera pas reconduite l'année suivante. 
En février 2011, le SNAV Toscana est affrété pour effectuer un voyage vers la Libye afin d'évacuer la population menacée par guerre civile. Après avoir embarqué 1 749 personnes à Tripoli, il prend la direction de Malte où les réfugiés sont débarqués. Le navire regagne ensuite la Sicile puis reprend son service habituel.
Cette même année, le groupe MSC rachète la compagnie Grandi Navi Veloci. Les trois plus grands navires de SNAV, dont le SNAV Toscana, sont alors transférés dans la flotte de GNV. Malgré cela, le navire conserve son affectation habituelle vers la Sardaigne.
Entre le 1er et le 25 février 2014, le SNAV Toscana est affrété pour servir d'hôtel flottant à Sotchi dans le cadre des jeux olympiques d'hiver de 2014.
En février 2015, le navire est affrété par la société britannique Petrofac afin d'héberger le personnel de son site de Lerwick dans les Shetland. 
En 2016, le car-ferry est repeint aux nouvelles couleurs de GNV avec le logo peint en grand format sur la coque.

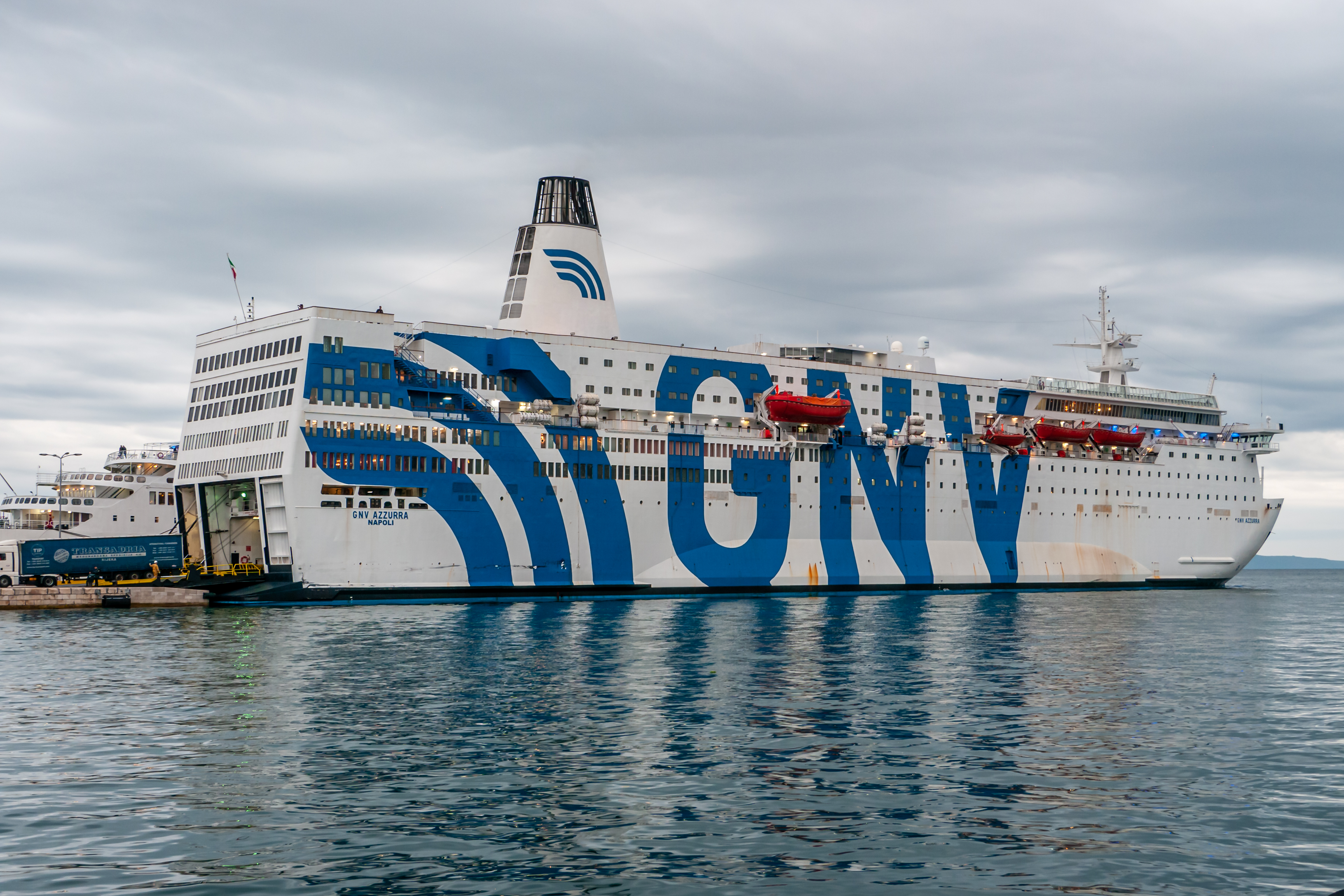
Le GNV Azzurra à Split en 2019.

Le 21 février 2017 entre Naples et Palerme un incendie se déclare dans la salle des machines. Le navire parvient cependant à rejoindre Palerme où les passagers sont débarqués. Durant les réparations, il prend le nom de GNV Azzurra. Il reprend ensuite son service l'été sur la ligne de GNV entre l'Italie et l'Albanie.
Entre septembre et décembre, le navire est affrété par les autorités espagnoles afin d'héberger les effectifs de la Guardia Civil déployés dans le cadre du Référendum de 2017 sur l'indépendance de la Catalogne. Le GNV Azzurra est stationné dans un premier temps à Tarragone à partir du 20 septembre puis à Barcelone à compter du 17 novembre. Il regagne finalement l'Italie le 31 décembre.
Au mois de mai 2019, il est employé sur une ligne de SNAV entre l'Italie et la Croatie avant de rejoindre en juin le port de Brest en Bretagne afin d'héberger les ouvriers du chantier Damen Shiprepair durant l'arrêt technique du paquebot Seven Seas Navigator.

## Aménagements
Le GNV Azzurra possède 11 ponts. Les locaux des passagers se situent en grande majorité sur les ponts 6, 7, 8, 9, 10 et 11. L'équipage occupe en partie les ponts 7, 8, 9 et 10. Le garage occupe quant à lui les ponts 3, 4 et 5.

### Locaux communs
À l'origine, le Wasa Star possédait un bar-salon à l'arrière sur le pont 6, un restaurant à l'arrière sur le pont 7 ainsi qu'une cafétéria située à proximité. Un salon panoramique était également présent sur le pont 10 à l'avant ainsi qu'une boutique sur le pont 6 et un cinéma et un sauna sur le pont 2.
À la suite des travaux de jumboïsation effectués en 1988, un nouveau restaurant sur deux étages est aménagé à l'arrière des ponts 8 et 9, la boutique du pont 6 est agrandie et certains locaux comme l'ancien restaurant sont intégrés à la zone réservée à l'équipage.

### Cabines
À sa mise en service, le navire disposait d'une centaine de cabines situées à l'avant des ponts 6, 7, 8 et 2. D'une capacité de deux à quatre personnes, toutes sont pourvues de sanitaires privés comprenant douche, WC et lavabo.
Depuis les travaux de 1988, des cabines sont également présentes sur les ponts 9 et 10. Leur nombre actuel est d'environ 518 cabines standards, 24 suites et 4 cabines adaptées pour les personnes handicapées pour un total de 1 786 lits.

## Caractéristiques
Le GNV Azzurra mesurait à l'origine 142,32 mètres de long pour 24,52 mètres de large, son tonnage était de 14 919 UMS. À la suite d'une refonte en 1988, il est allongé de 22,5 mètres, portant sa longueur à 168,50 mètres et son tonnage à 29 706 UMS. Celui-ci atteindra finalement 30 316 UMS après l'ajout des sponsons latéraux en 2003. Dans sa configuration initiale, il pouvait embarquer 2 072 passagers et possédait un garage pouvant contenir 510 véhicules. Depuis 1988, il peut accueillir 2 200 passagers et 650 véhicules. Le garage était initialement accessible par quatre portes rampes, trois portes axiales situées à la poupe et une porte avant. Récemment, la porte avant a été condamnée. La propulsion du GNV Azzurra est assurée par quatre moteurs diesels B&W 8K45GUC développant une puissance de 21 476 kW entrainant deux hélices faisant à l'origine filer le bâtiment à une vitesse de 21 nœuds puis de 19 nœuds après son agrandissement. Il est en outre doté de deux propulseur d'étrave ainsi qu'un stabilisateur anti-roulis. Les dispositifs de sécurité étaient à tout d'abord composés de quatre embarcations de sauvetage ouvertes de taille moyenne situées à l'avant puis, à partir de 1988, de deux embarcations supplémentaires, cette fois-ci fermées et de grande taille située vers le milieu du navire. Les dispositifs sont complétés par un canot de secours de petite taille à bâbord et d'une embarcation semi-rigide à tribord ainsi que de nombreux radeaux de sauvetage.

## Lignes desservies
De 1981 à 1982, pour le compte de la compagnie finlandaise Vasa Båtarna, le Wasa Star naviguait dans le Kvarken entre la Finlande et la Suède sur les lignes Vaasa - Sundsvall et Vaasa - Umeå.
En 1983, il navigue quelques mois sous affrètement par la compagnie grecque Karageorgios Line entre la Grèce et l'Italie sur les lignes Patras - Ancône et Igoumenitsa - Ancône.
De 1984 à 2008, le navire effectuait les rotations entre la Norvège et le Danemark, essentiellement sur la ligne Larvik - Frederikshavn, tout d'abord sous les couleurs de la compagnie Larvik Line puis de Color Line à partir de 1996. À la fin de sa carrière sous pavillon norvégien, le navire a également assuré la ligne Larvik - Hirtshals
À compter de 2008, pour la compagnie italienne SNAV puis GNV à partir de 2011, le navire était affecté entre l'Italie continentale, la Sicile ou la Sardaigne selon période. Il a essentiellement navigué sur les lignes Civitavecchia - Palerme, Gênes - Palerme, Naples - Palerme et Gênes - Porto Torres. Il a également assuré durant l'été 2010 une liaison éphémère entre Civitavecchia et Porto-Vecchio, en Corse.
Depuis 2017, il est affecté à la desserte saisonnière de l'Albanie depuis l'Italie sur la ligne Bari - Durrës.